# Antirrhinum braun-blanquetii
Antirrhinum braun-blanquetii ou Antirrhinum rothmaleri, também conhecida pelo nome comum bocas-de-lobo-de-trás-os-montes é uma espécie de planta com flor pertencente à família Scrophulariaceae. 
A autoridade científica da espécie é Rothm., tendo sido publicada em Feddes Repert. Spec. Nov. Regni Veg. 56: 280. 1954.

## Portugal
Trata-se de uma espécie presente no território português, nomeadamente em Portugal Continental.
Em termos de naturalidade é endémica da Península Ibérica.

## Protecção
Não se encontra protegida por legislação portuguesa ou da Comunidade Europeia.